# Bahlul Lodi
Bahlul Lodi auch Bhalol Khan Lodi (paschtunisch: بهلول لودي; † Juli 1489) war Oberhaupt des paschtunischen Lodi-Clans. Im Jahr 1451 wurde er Sultan von Delhi.

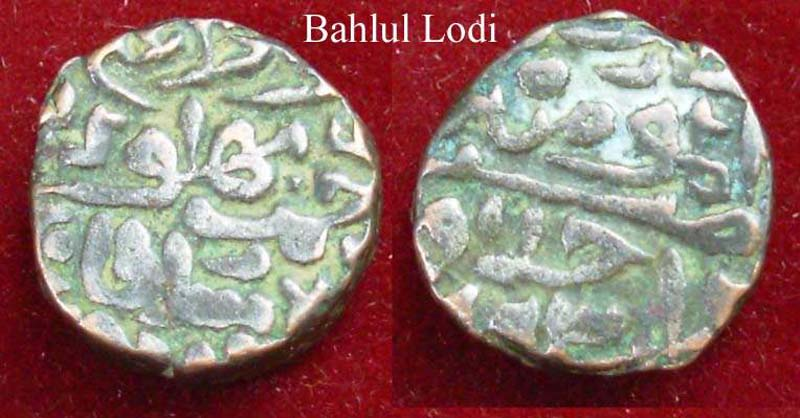
Silbermünze Bahlul Lodis

## Leben
Bereits Bahluls Großvater hatte seine Heimat verlassen und sich in Multan niedergelassen, dessen Gouverneur Malik Mardan Daulat später sein Schwiegervater wurde. Er betätigte sich als Pferdezüchter und -händler und bot diese den Sultanen der Sayyid-Dynastie von Delhi an. Während eines Eroberungsfeldzugs des Herrschers von Malwa kämpfte er an der Spitze einer Truppe von angeblich 20.000 Mann auf Seiten seines Oberherrn Mohammed Schah IV., der ihm dafür den Ehrentitel Khan-i-Khanan verlieh und darüber hinaus seine Okkupation eines Teils des Punjab anerkannte.

## Herrschaft
In den Jahren 1443 und 1447 attackierte er Delhi, doch erst mit der Abdankung des letzten Herrschers der Sayyid-Dynastie Aladin Alam Schah im Jahr 1451 war der Weg zur Machtübernahme frei. Er nannte sich fortan Bahlul Shah Ghazi. Im Jahr 1479 unterwarf er das von der Sharqi-Dynastie regierte Sultanat von Jaunpur; in der Folgezeit gliederte er auch Gwalior in seinen Machtbereich ein, doch musste er sich mit zahlreichen lokalen und regionalen Rebellionen auseinandersetzen. Er starb im Jahr 1489; sein zweitältester Sohn Sikandar Lodi trat die Nachfolge an.

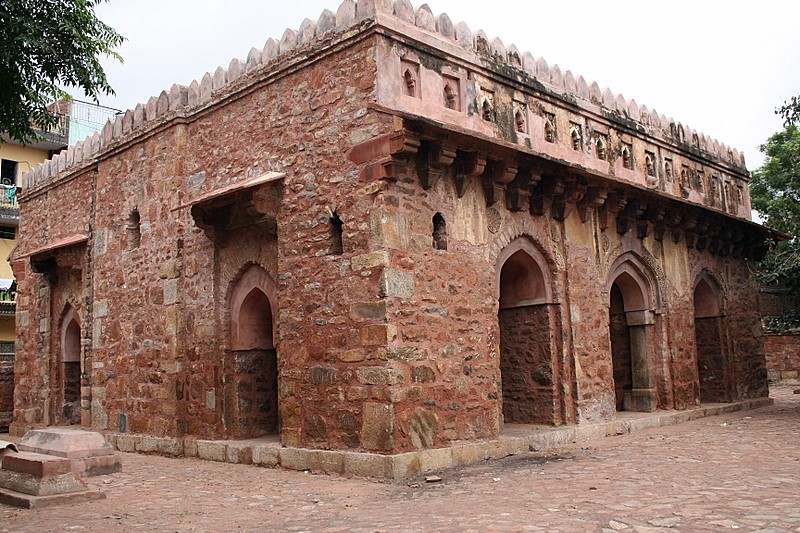
Mausoleum Bahlul Lodis

## Mausoleum
Über die Lage von Bahlul Lodis Mausoleum besteht Unklarheit. Das Archaeological Survey of India hielt lange Zeit ein Mausoleum in Chirag, einem südlich gelegenen Stadtteil von Delhi, für Bahlul Lodis Grablege. Dabei handelt es sich – verglichen mit anderen Grabbauten der Zeit – um ein eher einfaches und schmuckloses Monument aus Bruchsteinen ohne überhöhende Kuppel aber mit einem umlaufenden Zinnenkranz. Wahrscheinlich war der Bau von Anfang an verputzt; Putzreste sind jedenfalls noch erhalten. Neuere Forschungsmeinungen identifizieren hingegen das Shish Gumbad in den Lodi-Gärten als Bahlul Lodis Mausoleum.